# Groupware
Groupware, kolaborativni softver je vrsta programske podrške. Omogućuje skupinama ljudi ("group") koje su priključene na mjesnu mrežu organizirati pojedinačne i skupne djelatnosti na željeni način, odnosno onako kako smatraju da je optimalno. U to spada zaštita zaporaka za pristupanje dokumentima, telefonske usluge, planiranje sastanaka, slanje i primanje elektroničke pošte, dijeljenje datoteka i dr.

## Usporedi
- alfa-inačica
- beta-inačica
- plati koliko želiš
- darovna ekonomija
- freemium
- freeware
- shareware
- demo
- abandonware
- vaporware
- shovelware (crapware, garbageware)
- adware
- donationware
- otvoreni kod
- nagware
- glossyware
- beerware